# Equiprobabilitat
En teoria de les probabilitats, l'equiprobabilitat designa que probabilitats iguals s'apliquen a esdeveniments diferents. Per exemple, en el moment del llançament d'un dau, que tingui forma d'hexaedre perfecte, cada cara del dau pot aparèixer amb la probabilitat d'1/6. Cada esdeveniment és equiprobable.